# Tokai Maru
O Tokai Maru foi um navio de passageiros japonês construído pelo estaleiro Mitsubishi Heavy Industries e foi afundado no Porto de Apra, Guam, durante a Segunda Guerra Mundial em 1943. Serviu como transporte marítimo rápido entre o porto de Nova York e o Japão, navegando para Osaka Shosen Co. Durante a guerra, foi usado como um navio de transporte militar para a Marinha Imperial Japonesa.

## Construção
A construção teve início em 1929 e o navio foi lançado em 16 de maio de 1930. A construção foi concluída em 14 de agosto de 1930, sendo o navio contratado para a Marinha japonesa em Kure em 17 de outubro de 1941. Em Apra Harbor, o submarino americano USS Flying Fish danificou o Tokai Maru, mas não o afundou em 24 de janeiro 1943. O Tokai Maru foi afundado pelo USS Snapper mais tarde, em 27 de agosto de 1943.
O naufrágio de Tokai Maru, a 120 pés (37 m) de água, está listado no Registro Nacional de Lugares Históricos dos EUA, como é o naufrágio do SMS Cormoran II, um navio da Primeira Guerra Mundial contra o qual o Tokai Maru se inclina. É um dos poucos lugares onde os mergulhadores podem explorar um naufrágio da Primeira Guerra Mundial ao lado de um navio da Segunda Guerra Mundial. Em 14 de Julho de 1988, o naufrágio foi colocado no Registro Nacional de Lugares Históricos.

## História do afundamento[2]
Leon Theriault acrescenta: 
"Enquanto a estação em Guam, em 1959, com o MCB5, os Seabees fizeram um mergulho para o Tokai Maru, naquela época havia muitas placas de porcelana espalhadas ao longo do local do naufrágio, um dos outros itens que foi recuperado era um lavatório de mármore roxo muito atraente, eu ainda tenho a foto disso. Naquela época, eles não pareciam muito  interessados em mergulhar no naufrágio. Eu fiz mais mergulhos para esse naufrágio ".
Dan Lantzy acrescenta: 

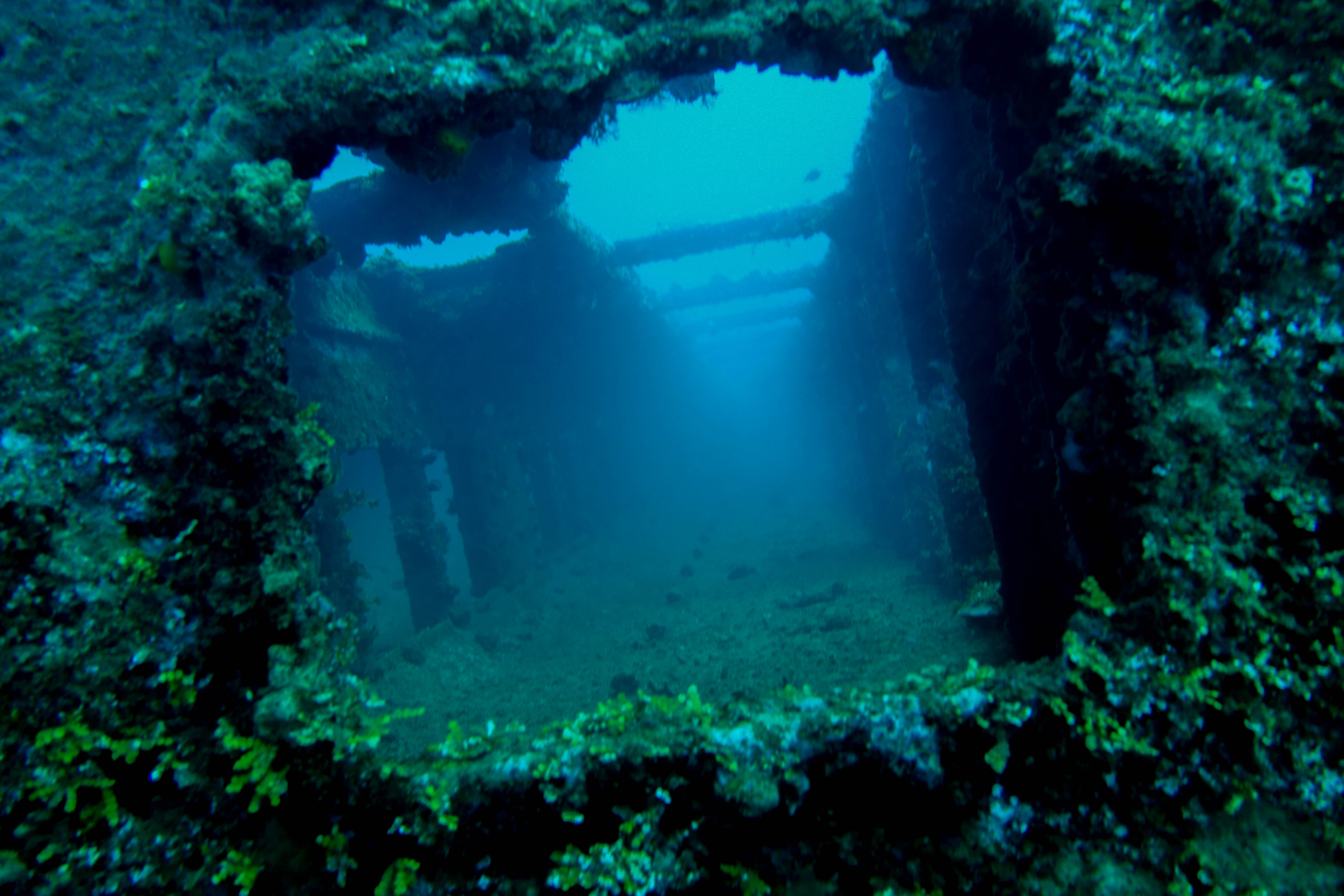
As ferrugens do Tokai Maru na região do Porto de Apra no fundo do mar de Guam - Foto de 2014

"A outra foto é um tiro de arco do Toki Maru. Ele repousa em cerca de 130 pés de água descansando sobre o lado da porta. Se você olhar perto da foto, você pode ver algum dano a popa do arco No lado de estilete, inicialmente foi atingido com escudos de artilharia de um navio de guerra de superfície. Esse dano a colocou de volta no porto. Mais tarde, ela foi atingida por um torpedo através de um sub-EUA. A coisa mais interessante sobre este naufrágio é que ela está realmente tocando SMS Cormoran. "
Sete meses depois, o USS Snapper estava patrulhando a oeste de Guam e descobriu dois navios no porto de Apra, inconscientes no momento em que estes eram os tripaios danificados Tokai Maru e Nichiyo Maru, o submarino esperava pacientemente por uma semana e então fez um ataque submerso sob os navios de patrulha inimigos a menos de duas milhas de distância.
Em 27 de agosto de 1943 às 15h23, USS Snapper disparou quatro torpedos, três no navio mais próximo, Tokai Maru e o quarto em Nichiyo Maru. Depois, o submarino imediatamente dirigiu-se para o oeste em águas mais seguras. Durante as próximas horas, ouviram-se numerosas explosões, e o Tokai foi observado com a proa em um "ângulo alto" extremo, indicando que a popa estava no fundo. Poucos minutos depois, o Tokai escorregou sob a superfície, afundando no Porto de Apra. O navio afundou a apenas seis metros de distância do naufrágio do SMS Cormoran.
O comandante MK Clementson lembra: 
"Nos próximos 10-15 minutos ouviram algumas explosões distantes muito distantes, sem dúvida, dentro do porto e uma explosão a cerca de 100 metros do submarino, provavelmente da embarcação de patrulha. Seus parafusos não foram ouvidos depois disso, então acredita-se que esse cavalheiro muito ineficiente provavelmente se desarmou. De qualquer forma, afastou-se da área com boa velocidade e profundidade ".

## Naufrágio
Leon Theriault acrescenta: 
"Enquanto a estação em Guam, em 1959, com o MCB5, os Seabees fizeram um mergulho para o Tokai Maru, naquela época havia muitas placas de porcelana espalhadas ao longo do local do naufrágio, um dos outros itens que foi recuperado era um lavatório de mármore roxo muito atraente, eu ainda tenho a foto disso. Naquela época, eles não pareciam muito  interessados em mergulhar no naufrágio. Eu fiz mais mergulhos para esse naufrágio ".
A embarcação está a 120 pés ao fundo do mar com uma inclinação de 85 graus para a porta (esquerda). A parte mais rasa do navio é a área da frente superior da frente a uma profundidade de 40 pés. Há danos no arco de estibordo, mas acredita-se que isso tenha sido infligido no primeiro ataque em janeiro de 1943. A visibilidade é de média de 35-40 ', mas pode variar devido à maré e ao grande tráfego de navios no porto.
Foi declarado pelos Estado Unidos no Registro Nacional de Lugares Históricos.em 14 de Julho de 1988.